# Nicolas Owen
Saint Nicolas Owen (en anglais Nicholas), né  vers 1550 et mort (torturé) le 2 mars 1606, à Londres, est un frère jésuite anglais, canonisé en 1970.  Charpentier de profession, et collaborateur du père jésuite Henry Garnet, il est célèbre pour avoir construit et aménagé de remarquables cachettes pour prêtres catholiques clandestins dans plusieurs manoirs et châteaux sous la sévère persécution anticatholique du règne d’Élisabeth Ire d'Angleterre. 
Torturé et mis à mort pour son attachement à la foi catholique, il est honoré comme martyr par l'Église catholique. Béatifié en 1929 par le pape Pie XI, il fut canonisé par Paul VI le 25 octobre 1970. Il est liturgiquement commémoré avec d'autres martyrs anglais et gallois le 25 octobre, et fêté seul le 22 mars.

## Biographie

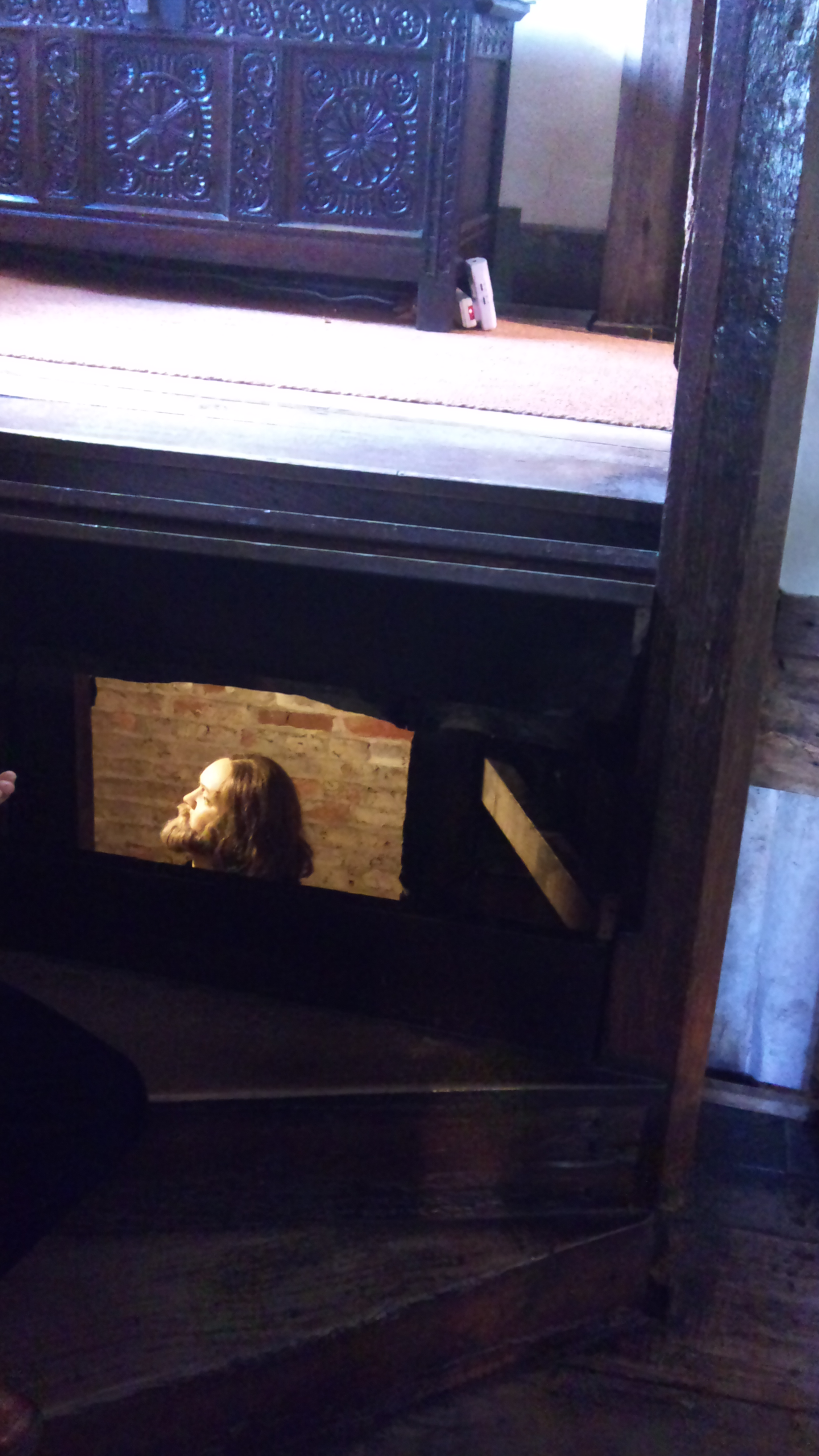
Une cachette aménagée par Owen, avec accès dans une marche d'escalier, manoir Harvington Hall dans le Worcestershire.

Fils d'un charpentier d'Oxford, Owen travaille pour le compte du père Henry Garnet, revenu en Angleterre en 1586, avant d’être admis, à sa demande, comme membre de la Compagnie de Jésus. Après l’exécution d'Edmond Campion (1581) Owen avait déjà connu la prison (1582 ou 1583) pour avoir défendu l’innocence du martyr.
Durant tout le supériorat clandestin du père Garnet (1587 à 1606), Owen lui est un assistant et très proche collaborateur, au point d’être connu simplement comme « l’homme de Garnet ». Artisan très doué, il est surtout connu pour avoir construit de remarquables cachettes pour prêtres qui, passant de manoir en manoir, y célébraient secrètement l’Eucharistie pour de petits groupes de fidèles et d’une manière générale soutenaient les catholiques dans leur foi. 
Habilement conçues et aménagées en petites chambres qui permettaient même un séjour relativement prolongé, plusieurs de ces cachettes furent sauvegardées et sont devenues aujourd’hui attractions touristiques. Il travaillait toujours seul et de nuit, et son travail fut si ingénieux qu’il n’est pas impossible que certaines cachettes restent encore à découvrir...

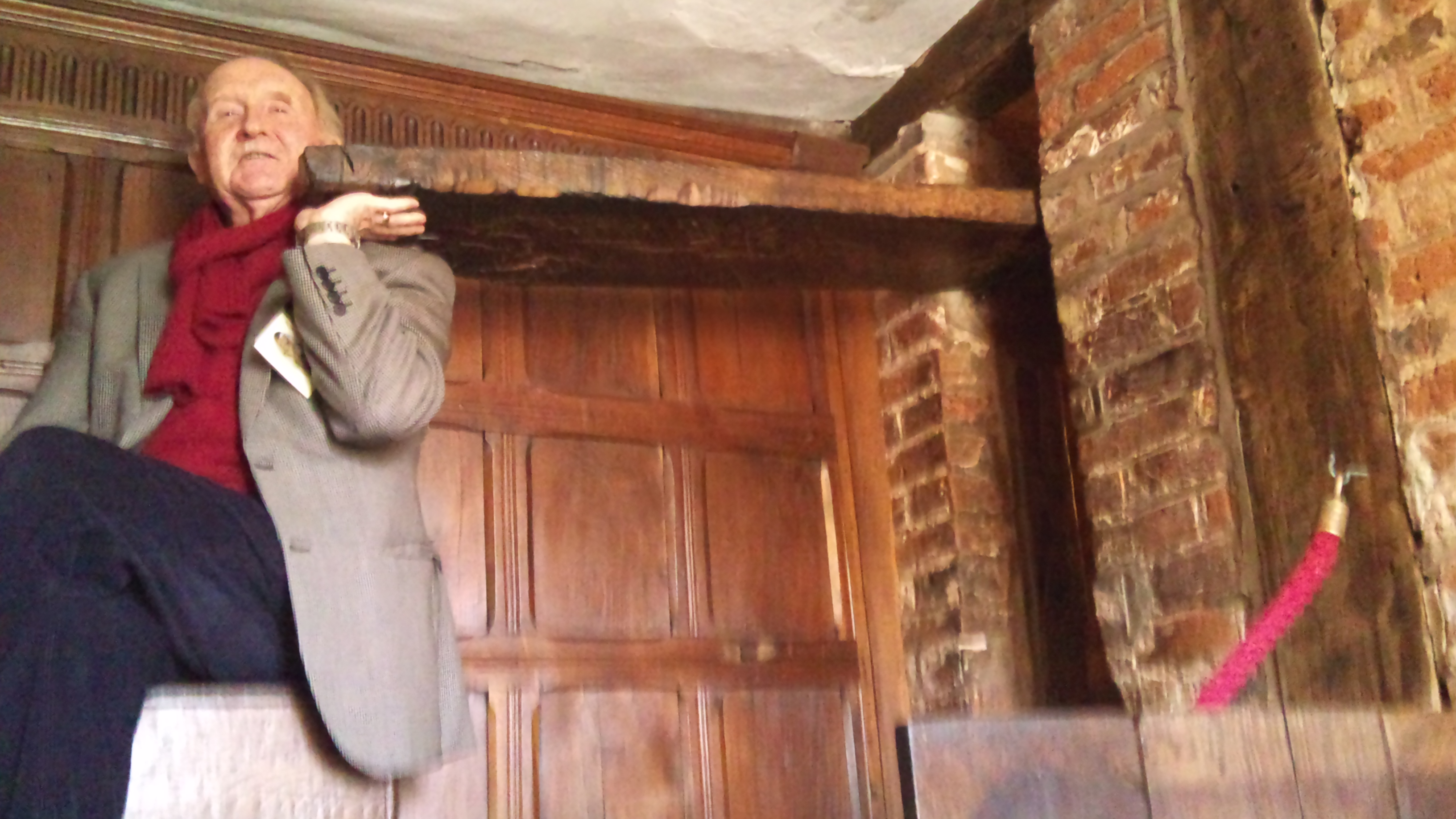
Autre cachette dans la bibliothèque de Havrington Hall.

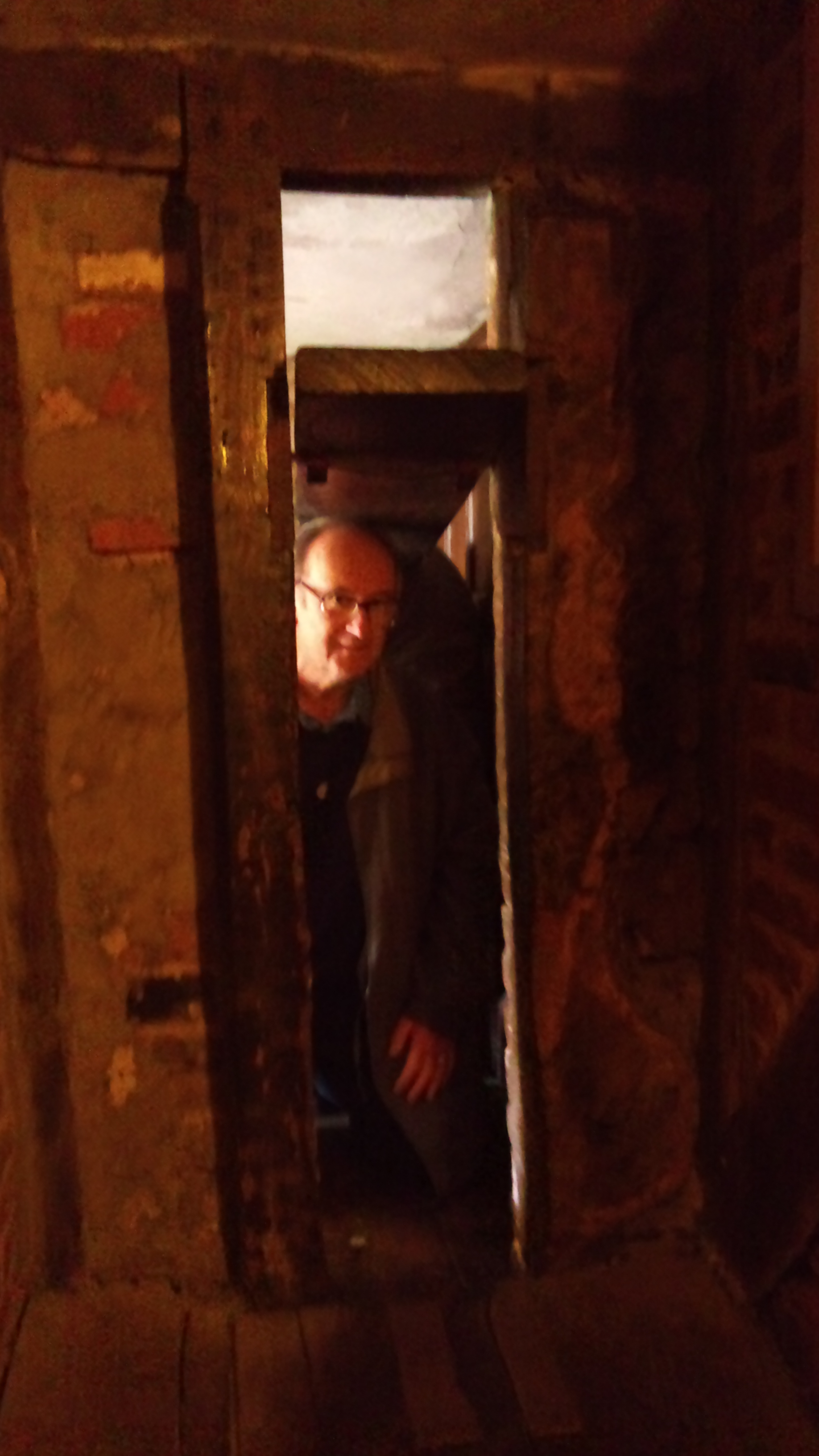
Même trou à prêtre, côté intérieur (Havrington Hall).

N’étant pas prêtre et son appartenance à la Compagnie de Jésus étant restée secrète pour des raisons de sécurité, Nicolas Owen circulait plus facilement dans le pays. Il travaillait comme charpentier ambulant pour détourner les soupçons, et utilisait plusieurs pseudonymes dont le plus fréquent était "little John" (petit Jean). Cela n’a pourtant pas empêché qu’il soit arrêté à Londres en 1594 et incarcéré. Bien que torturé, il ne révèle rien des maisons et familles catholiques qui le recevaient ou des allées et venues des prêtres clandestins. Il est finalement considéré comme étant de peu d’importance et, moyennant une amende payée par un gentilhomme catholique, il est libéré. 
On lui attribue le succès de l’évasion spectaculaire de John Gerard, prisonnier dans la tour de Londres, le 4 octobre 1597.  De cette époque date sans doute une chute de cheval qui le laissa avec une jambe plus courte que l’autre. 
Dans le cadre de la conspiration des Poudres, le frère Owen est de nouveau arrêté en janvier 1606, cette fois avec le père Garnet et d’autres, à Hinlip Hall, dans le Worcestershire. Ils sont emprisonnés à Londres, à la prison Marshalsea, sur la rive sud de la Tamise, puis dans la tour de Londres.  Réalisant cette fois la valeur de leur « prise », Robert Cecil, secrétaire d’État exulte : « C'est incroyable, et la joie provoquée par son arrestation est grande... si l’on sait avec quelle habileté Owen a construit des cachettes, et la quantité de trous noirs qu’il a aménagés pour cacher des prêtres à travers toute l’Angleterre ».
Le réseau clandestin catholique est désormais connu des autorités qui torturent sans pitié pour obtenir de Nicolas Owen et de ses confrères des informations et des noms. Toutefois, il garde le silence jusqu’à la fin, ne révélant rien de ce qu’il sait. Il serait mort des conséquences des terribles tortures subies, soit le 2 mars, soit (d’après d’autres sources) le 12 novembre 1606. John Gerard commenta : « En vérité, de personne on ne peut dire qu’il ait fait plus de bien que lui, dans la vigne anglaise du Seigneur. Il a sauvé la vie à plusieurs centaines de personnes, ecclésiastiques et autres ». 
Béatifié par le pape Pie XI, en 1929, Paul VI le canonise avec le groupe des quarante martyrs d’Angleterre et du pays de Galles, le 25 octobre 1970. Liturgiquement, Nicolas Owen est commémoré le 25 octobre avec le groupe des martyrs, et seul le 22 mars, selon le Martyrologe romain.